# Поздеевское (Некрасовский район)
Поздеевское — село в Некрасовском районе Ярославской области. Входит в состав сельского поселения Бурмакино, относится к Якушевскому сельскому округу.

## География
Расположено на берегу реки Нерехта в 6 км на восток от центра поселения посёлка Бурмакино и в 34 км на юг от райцентра посёлка Некрасовское.

## История
В XVII веке по административно-территориальному делению село входило в состав Костромского уезда в Нерехотский стан. В 1627-1631 годах «за вдовою за княгинею Марьею боярина князь Ивановою женою Ивановича Одоевскаго по духовной матери ее Марфы Ивановы дочери Семенова сына Упина, а Михайловы жены Богданова сына Сабурова 1604 г., за подписью и за печатью Феодосия архиепискупа Астраханскаго и Терского, а в приправочных писцовых книгах Василья Вельяминова 1596 и 1597 г. вотчина село Поздеевское на реке Нерехте, а в селе церковь Рожество Пречистые Богородицы древена клецки, а на церковной земле во дворе поп Иван Иванов, дьячек Павлик Семенов, двор попа пуст, проскурница Марфица Яковлева, в селе ж двор вотчинника, 2 двора нищих кормятся по миру...». В 1628 году упоминается церковь «Рождество Пресвятые Богородицы в вотчине князь Ивана Одоевскаго в селе Поздееве». В 1653 году «у сей церкви двор попов, 3 двора церковных причетников, да в приходе 111 дворов крестьянских, 6 дворов бобыльских». Каменная Богородицерождественская церковь с колокольней построена в 1801 году на средства прихожан. Церковь была обнесена каменной оградой, внутри которой приходское кладбище. Престолов было два: в холодной во имя Пресвятой Троицы, в теплой во имя Рождества Пресвятой Богородицы.
В конце XIX — начале XX века село входило в состав Рождественской волости Нерехтского уезда Костромской губернии, с 1918 года — Иваново-Вознесенской губернии.
С 1929 года село входило в состав Якушевского сельсовета Нерехтского района, с 1944 года — в составе Бурмакинского района, с 1959 года — в составе Некрасовского района, с 2005 года — в составе сельского поселения Бурмакино.

## Население
| 1872 | 1897 | 1907 | 2002 | 2007 | 2010 |
| ---- | ---- | ---- | ---- | ---- | ---- |
| 94   | ↗153 | ↘152 | ↘49  | ↘33  | ↘29  |

## Достопримечательности
В селе расположена действующая Церковь Рождества Пресвятой Богородицы (1801).